# William Thomas Calman
William Thomas Calman (né le 29 décembre 1871 à Dundee et mort le 29 septembre 1952 à Coulsdon) est un zoologiste écossais.

## Biographie
C’est dans une société savante de Dundee que le jeune Calman rencontre le biologiste et mathématicien D'Arcy Wentworth Thompson (1860-1948). Il devient un peu plus tard son laborantin ce qui lui permet de suivre gratuitement les cours de Thompson à l’université de Dundee.
Après l’obtention de son Bachelor of Sciences en 1895, il obtient un poste de maître-assistant à l’université de Dundee. En 1900, il obtient un Doctorat of Sciences. Quatre ans plus tard, il entre au British Museum où il obtient la charge de conservateur-assistant des crustacés et des pycnogonides. Il se marie en 1906 avec Alice Jean Donaldson dont il aura un garçon et une fille.
En 1909, il rédige la partie sur les crustacés dans le Treatise on Zoology de Sir Edwin Ray Lankester (1847-1929). Calman y introduit les super-ordre des Eucarida, Peracarida et Hoplocarida. Il subdivise également les Branchiopoda en quatre ordres : Anostraca, Notostraca, Conchostraca et Cladocera.
Il devient membre de la Royal Society en 1921, devenant ainsi le premier étudiant de Dundee à rejoindre cette prestigieuse institution. La même année, il dirige le département de zoologie au British Museum. Calman prend sa retraite en 1936 et s’installe à Tayport, mais il retourne enseigner durant la Seconde Guerre mondiale au Queen's College de Dundee et à l'université de St Andrews. Il reçoit la médaille linnéenne en 1946 attribuée par la Société linnéenne de Londres qu’il préside de 1934 à 1937.
Il est notamment l’auteur de The Life of Crustacea (1911) et The Classification of Animals (1949).

## Publications

### 1905
- (en) Calman W.T., 1905. The Cumancea of the Siboga-expedition. Uitkomsten op Zoologisch, Botanisch, Oceanographisch en Geologisch Gebied 36: 1–23.
- (en) Calman W.T., 1905. Cumacea. Department of Agriculture and …
- (en) Calman W.T., 1905. Note on a genus of euphausiid crustacean. Department of Agriculture and Technical Instruction for …
- (en) Calman W.T., 1905. Cumacea: The Marine Fauna of the West Coast of Ireland.
- (en) Calman W.T., 1905. XVI.—On a new Species of River-Crab from Yunnan. Journal of Natural History, Taylor & Francis.

### 1906
- (en) Calman W.T., 1906. Zoological Results of the Third Tanganyika Expedition, conducted by Dr. WA Cunnington, 1904–1905. Report on the Macrurous Crustacea. Proceedings of the Zoological Society of London.
- Calman W.T., 1906. The Cumacea of the Puritan expedition. Mitteiljungen Zoologisches Station Neapel.

### 1907
- (en) Calman W.T., 1907. On new or rare Crustacea of the Order Cumacea from the collection of the Copenhagen Museum. Transactions of the Zoological Society of London 18: 1–56.

### 1909
- (en) Calman W.T., 1909. LVIII. —The genus Puerulus, Ortmann, and the post-larval development of the Spiny Lobsters (Palinuridæ). Journal of Natural History, Taylor & Francis.
- (en) Calman W.T., 1909. On a new crab taken from a deep-sea telegraph-cable in the Indian Ocean. Annals and Magazine of Natural History, Including Zoology, Botany and Geology, Being a Continuation of the 'Magazine of Botany and Zoology', and of Louden and Charlesworth's 'Magazine of Natural History', Series 8 3(13): 30–33.

### 1919
- (en) Calman, W.T., 1919. On barnacles of the genus Megalasma from deep-sea telegraph-cables. Annals and Magazine of Natural History, Séries 9, 4(24): 361–374. XXXIX (BHL).

### 1933
- (en) Calman W.T. & Gordon I., 1933. A dodecapodous pycnogonid. … of the Royal Society of London …